# Galgagyörk
Galgagyörk je vas na Madžarskem, ki upravno spada pod podregijo Váci Županije Pešta.